# 法蘭西的艾格妮絲
法蘭西的艾格妮絲（法語：Agnès de France，1260年—1325年12月19日，也可能1327年逝世于科多尔省的行宫里）是法国卡佩王朝的一名公主。从1279年到1306年她是勃艮第女公爵。

## 生平
艾格妮絲是法国国王路易九世与普羅旺斯的瑪格麗特的11个孩子中最年轻的。他的父亲逝世时未能为她安排婚事，但是在他1270年2月的遗嘱里他为艾格妮絲留下1万里弗尔。
1270年8月25日路易九世逝世，他的长子腓力三世继位。1272年10月20日腓力三世把他的妹妹许配给勃艮第的羅貝爾，此后不久羅貝爾二世就继位成勃艮第公爵。两人的婚礼于1279年举行。
1306年3月21日羅貝爾死后艾格妮絲提他们未成年的儿子于格统治勃艮第至1311年11月9日。1303年她选择瓦卢瓦的卡塔莉娜作为于格的未婚妻，由于两人有亲属关系他们的婚姻必须获得教宗特许。她的亲家查理·德·瓦卢瓦后来决定不顾艾格妮絲的反对退婚。她为她的女儿们也尽量物色好丈夫。在她执政期间她按照国王的命令没收所有犹太人财产。1311年于格五世亲政。艾格妮絲要求她的儿子把她的嫁妆还给她，并要求他定期支付自己领导上的收入。1315年5月于格年仅21岁就死了，他的弟弟厄德四世继位公爵。
艾格妮絲的女儿勃艮第的玛格丽特被嫁给法国国王路易十世，数月后她就被控行淫被捕关押，此后不久死在监狱里。1年后，1316年6月5日路易十世也死了。他的儿子约翰一世是在他死后出生的，但是在出生数日后于1316年11月19日也死了。当时任法国摄政的是路易的弟弟腓力，他想成为法国国王。在他母亲的唆使下厄德四世反对腓力的王位要求。他认为路易与玛格丽特的女儿胡安娜才是路易的正规继承人，因此是法国女王。虽然艾格妮絲反对她还是参加了腓力1317年1月9日在兰斯的加冕。她试图说服香槟省的贵族一起反抗腓力，最后还是与厄德一起于1318年3月表示承认腓力的王位。双方达成协议假如腓力没有男性后裔的话那么胡安娜的后代将成为法国国王。
艾格妮絲非常怀念她的父亲。她保存了她父亲的圣歌书并为在第戎造了一座纪念堂。艾格妮絲于1310年制定她的遗嘱，1323年5月以及1325年11月重新制定了她的遗嘱。她死后葬在熙笃修道院她丈夫身边。

## 子女
艾格妮絲与羅貝爾二世有以下子女：
- 约翰（可能1279年-可能1283年）
- 玛格丽特（可能1285年-1290年前）
- 布兰卡（可能1288年-1348年7月28日），与薩伏依的爱德华结婚，葬于第戎
- 勃艮第的玛格丽特（1290年-1315年）于法国国王路易十世结婚
- 勃艮第的讓娜（约1293年-1348/49年），与法国国王腓力六世结婚
- 于格五世（1294年-1315年），勃艮第公爵
- 厄德四世（1295年-1350年），勃艮第公爵，与法国国王腓力五世的女儿讓娜三世结婚
- 勃艮第的路易（1297年-1316年）
- 玛丽亚（1298年出生）与蒙巴尔公爵爱德华一世结婚
- 罗贝尔（可能1302年-1334年10月19日

## 延伸閱讀

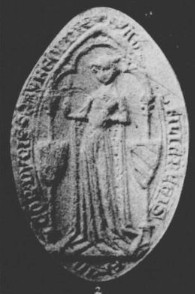
法蘭西的艾格妮絲

- J. Viard: Agnès de France. In: Dictionnaire de Biographie française, Bd. 1 (1932), Sp. 749f.
- Maurice Hugh Keen: Chivalry (New Haven, London 1984)